# Wikariat Porto de Mós
Wikariat Porto de Mós − jeden z 9 wikariatów diecezji Leiria-Fátima, składający się z 13 parafii:
- Parafia Matki Bożej Radości w Alcaria
- Parafia św. Józefa w Alqueidão da Serra
- Parafia Matki Bożej Pocieszenia Alvados
- Parafia św. Antoniego w Arrimal
- Parafia św. Juliana w Mendiga
- Parafia Wniebowzięcia Najświętszej Maryi Panny w Minde
- Parafia Matki Bożej Nieustającej Pomocy w Mira de Aire
- Parafia św. Sebastiana w Pedreiras
- Parafia św. Jana w Porto de Mós
- Parafia św. Piotra w Porto de Mós
- Parafia św. Benedykta w São Bento
- Parafia św. Antoniego w Serra de Santo António
- Parafia św. Sebastiana w Serro Ventoso